# Lee Hsin-han
Lee Hsin-han (chiń. upr. 李欣翰; chiń. trad. 李欣翰; pinyin Lǐ Xīnhàn; ur. 19 maja 1988 w Tajpej) – tajwański tenisista.

## Kariera tenisowa
W latach 2009–2013 startując w trzech kolejnych edycjach uniwersjady zdobył łącznie 8 medali, w tym 4 złote. Dodatkowo podczas igrzysk azjatyckich w 2010 roku zajął trzecie miejsce w grze podwójnej. Jego partnerem był wówczas Yi Chu-huan.
Najwyżej sklasyfikowany był na 537. miejscu w singlu (30 kwietnia 2012) oraz na 93. w deblu (11 lutego 2013).
W przeciągu kariery wygrał 8 turniejów rangi ATP Challenger Tour w grze podwójnej.
W 2015 roku zadebiutował w imprezie Wielkiego Szlema podczas turnieju Australian Open. Jego partnerem był wówczas Zhang Ze. Para odpadła w pierwszej rundzie po porażce z duetem Julien Benneteau–Édouard Roger-Vasselin.

### Zwycięstwa w turniejach ATP Challenger Tour w grze podwójnej
| Końcowy wynik | Nr | Data                 | Turniej    | Nawierzchnia | Partner          | Przeciwnicy                    | Wynik finału      |
| ------------- | -- | -------------------- | ---------- | ------------ | ---------------- | ------------------------------ | ----------------- |
| Zwycięzca     | 1. | 31 lipca 2011        | Wuhai      | Twarda       | Yang Tsung-hua   | Feng He Zhang Ze               | 6:2, 7:6(4)       |
| Zwycięzca     | 2. | 9 czerwca 2012       | Prościejów | Ceglana      | Hsieh Cheng-peng | Colin Ebelthite John Peers     | 7:5, 7:5          |
| Zwycięzca     | 3. | 19 sierpnia 2012     | Karszy     | Twarda       | Peng Hsien-yin   | Brydan Klein Yasutaka Uchiyama | 6:7(5), 6:4, 10–4 |
| Zwycięzca     | 4. | 28 października 2012 | Seul       | Twarda       | Peng Hsien-yin   | Lim Yong-kyu Nam Ji-sung       | 7:6(3), 7:5       |
| Zwycięzca     | 5. | 27 stycznia 2013     | Maui       | Twarda       | Peng Hsien-yin   | Tennys Sandgren Rhyne Williams | 6:7(1), 6:2, 10–5 |
| Zwycięzca     | 6. | 16 czerwca 2013      | Praga      | Ceglana      | Peng Hsien-yin   | Vahid Mirzadeh Denis Zivkovic  | 6:4, 4:6, 10–5    |
| Zwycięzca     | 7. | 1 listopada 2015     | Suzhou     | Twarda       | Denys Mołczanow  | Gong Maoxin Peng Hsien-yin     | 3:6, 7:6(5), 10–4 |
| Zwycięzca     | 8. | 8 listopada 2015     | Hua Hin    | Twarda       | Lu Yen-hsun      | Andre Begemann Purav Raja      | walkower          |